# Lesonice (Třebíči járás)
Lesonice település Csehországban, a Třebíči járásban. Lesonice Želetava, Cidlina, Dolní Lažany, Jakubov u Moravských Budějovic, Martínkov és Babice településekkel határos. Lakosainak száma 494 fő (2024. január 1.).

## Népesség
A település lakosságának változását az alábbi diagram mutatja:
| Lakosok száma | 562  | 578  | 648  | 525  | 516  | 484  | 489  | 483  | 477  | 494  |
|               | 1869 | 1890 | 1921 | 1950 | 1980 | 2001 | 2017 | 2019 | 2022 | 2024 |